# جاين راندولف
جاين راندولف (بالإنجليزية: Jane Randolph)‏ هي ممثلة أمريكية، ولدت في 30 أكتوبر 1915 في الولايات المتحدة، وتوفيت في 4 مايو 2009 في سويسرا بسبب مرض.

## أعمال

### أفلام
- (1941) قدم واحدة في الجنة[5][6]

## وصلات خارجية
- جاين راندولف على موقع IMDb (الإنجليزية)
- جاين راندولف على موقع ألو سيني (الفرنسية)
- جاين راندولف على موقع تيرنر كلاسيك موفيز (الإنجليزية)
- جاين راندولف على موقع أول موفي (الإنجليزية)
- جاين راندولف على موقع قاعدة بيانات الأفلام السويدية (السويدية)
- جاين راندولف على موقع إن إن دي بي (الإنجليزية)
- جاين راندولف على موقع قاعدة بيانات الفيلم (الإنجليزية)
- جاين راندولف على موقع كينوبويسك (الروسية)